# Annika Lillemets
Annika Maria Charlotte Lillemets, född 6 mars 1962 i Kvarsebo församling i Östergötlands län, är en svensk politiker (vänsterpartist, tidigare miljöpartist respektive Partiet Vändpunkt). Hon var ordinarie riksdagsledamot för Miljöpartiet 2010–2018, invald för Östergötlands läns valkrets.
Som nytillträdd riksdagsledamot blev Lillemets suppleant i skatteutskottet och trafikutskottet. I sin andra mandatperiod (2014–2018) var hon suppleant i kulturutskottet, näringsutskottet, socialutskottet och utrikesutskottet.
Lillemets lämnade Miljöpartiet i januari 2019 och lanserade kort därefter Partiet Vändpunkt, bland annat tillsammans med sina tidigare riksdagskollegor Carl Schlyter och Valter Mutt. I oktober 2020 gick Lillemets och Valter Mutt över till Vänsterpartiet.

## Riksdagsarbetet

### Utskott
Riksdagsperioden 2010–2014 var Annika Lillemets suppleant i skatteutskottet och trafikutskottet, samt under några månader 2014 även i utrikesutskottet. Under riksdagsperioden 2014–2018 var hon suppleant i utrikesutskottet, kulturutskottet, näringsutskottet och socialutskottet fram till den 22 juni 2016.

### Motioner

#### Motioner som berör ekonomi och miljö
I en enskild riksdagsmotion (2015/2016) förordar Valter Mutt (Mp) och Annika Lillemets (Mp) reformer för att bryta storbankernas dominans, stärka riksbankens makt över penningutgivningen, inrättandet av en grön investeringsbank och en återdemokratiserad Riksbank (dvs inte oberoende Riksbank). Med inspiration från Ellen Brown och Public Banking Institute så framhålls även delstatliga Bank of North Dakota som intressant modell.

#### Övriga motioner
I oktober 2012 lämnade Annika Lillemets tillsammans med Valter Mutt (Mp) en motion till riksdagen med uppmaning att flytta de statyer på Gustav II Adolf och Karl XII som finns i Stockholm till en ”någon mer undanskymd plats”.

## Kritiken mot Miljöpartiet och avhoppet 2019
Annika Lillemets har tillsammans med partikamraterna och riksdagskollegorna Carl Schlyter och Valter Mutt kritiserat Miljöpartiets utveckling och ställningstaganden vid ett flertal tillfällen. Efter en längre tids ansträngd relation till den övriga riksdagsgruppen, där de tre tillsammans med Jabar Amin stundtals kallats för "De fyras gäng", så avgick Lillemets, Schlyter och Mutt slutligen ur Miljöpartiet i januari 2019. Avhoppen kom i samband med januariöverenskommelsen, vilken enligt Lillemets, Schlyter och Mutt är en överenskommelse som är alltför högerliberal och inte tillräckligt grön.